# Аммосова, Анастасия Романовна
Анастаси́я Рома́новна Аммо́сова (9 ноября 1911, село Окоемовка, Первый Курбусахский наслег Усть-Алданского улуса ЯАССР — 1986, Якутск) — якутский государственный и общественный деятель, Председатель Верховного Совета Якутской АССР III—IV созывов (1948—1959). Заслуженный зоотехник РСФСР, ЯАССР.

## Биография
Отец (****-****) происходил из семьи крестьян. Мать (****—1915). В семье было шестеро детей.
После смерти матери, отец не в состоянии содержать детей, и был вынужден отдать троих девочек на воспитание. В возрасте 7 лет Анастасию Аммосову отдают на воспитание И. С. Говорову, проживавшему в Первом Ольтехском наслеге. С 1922 года И. С. Говоров, живший на иждивении своего сына И. И. Говорова, переезжает вместе с Анастасией в Якутск. В Якутске с 1923 года по 1927 года Анастасия Аммосова учится в школе. В июне 1927 года выезжает в деревню к отцу и до 1929 года живёт вместе с ним. В 1928 году приезжает в Якутск для продолжения учёбы. В сентябре 1929 года поступает на подготовительные курсы Якутского сельскохозяйственного техникума. В 1930 году вступает в ряды комсомола и в 1932 году становится кандидатом в члены ВКП(б).
В 1932 году, учась на втором курсе Якутского сельскохозяйственного техникума, Анастасия Аммосова командируется на вечерние подготовительные курсы для поступления в ВУЗ. По окончании курсов Народный комиссариат земледелия ЯАССР командирует Аммосову в Москву для учёбы в Мясомолочном институте, ввиду недобора студентов. По окончании учёбы Анастасия Романовна поступает на зоотехнический факультет Московской сельскохозяйственной Академии имени Тимирязева и оканчивает его в 1938 году.
Вернувшись в Якутию, с апреля 1938 года по 1939 год работала старшим зоотехником Усть-Алданского районного земотдела. С июня 1939 года Анастасию Романовну Аммосову переводят на должность преподавателя по зоотехнике в школе повышения квалификации колхозных кадров в Якутске, где она проработала до июня 1942 года. В октябре 1941 года вступила в члены ВКП(б).
С июня 1942 года по июнь 1943 года Анастасия Романовна работает старшим зоотехником планово-финансового отдела Наркомзема ЯАССР.
В июне 1943 года выезжает в Усть-Алданский район для работы в должности главного зоотехника райземотдела. Затем в апреле 1945 года Аммосову переводят в Якутск на должность научного сотрудника животноводческой станции. В августе того же года её командируют в аспирантуру в Москву.
С 1946 года по 1952 год проработала старшим зоотехником по оленеводству Управления северных районов министерства сельского хозяйства Якутской АССР.
6 декабря 1946 года была назначена Председателем Центризбиркома Якутской АССР (выдвинута от профсоюза работников МТС и земорганов Востока)
С 1947 года замужем. Муж Николай Павлович Иванов (1911—****).
С июля 1952 года по апрель 1956 года — первый секретарь Усть-Алданского районного комитета КПСС.

## Награды
- Знак «Отличник Социалистического сельского хозяйства» (Приказ № 353 от 28 августа 1945 наркома земледелия ЯАССР)
- Орден «Знак Почёта»
- Заслуженный зоотехник ЯАССР
- Заслуженный зоотехник РСФСР